# Martialis heureka
Martialis heureka és una espècie de formiga de la subfamília Martialinae, descoberta en la selva amazònica prop a la ciutat de Manaos al Brasil.
Com a primera espècie del gènere nou i el seu aspecte estrany, es va triar el nom Martialis, llatí per a «marciana», com si vingués de Mart i l'epítet heureka (grec antic per a «he trobat!») que resumeix la història embolicada del redescobriment de l'espècie. Cinc anys després que M. Verhaagh descobrís dues obreres en una mostra de sòl i es perdessin es va tornat a trobar una sola obrera que buscava menjar en un túnel subterrani. No va ser fins que un nou espècimen fos descobert el 2003 per Christian Rabeling, un estudiant graduat de la Universitat de Texas, que la troballa va sortir a la llum.